# 小鬼當家
是一部由約翰·休斯製作、克里斯·哥倫布執導的美國聖誕喜劇電影，在1990年於美國首映。由麥考利·克金、喬·派西、丹尼爾·斯特恩、約翰·赫德和凱薩琳·奧哈拉主演。故事描述8歲小孩凱文在圣诞节期間被父母獨留在家，獨自對抗兩名小偷並保衛自己的家。電影於1990年2月至5月間在伊利諾州拍攝，原先由華納兄弟發行，但因約翰·休斯在製作過程中超出預算，改由二十世紀福斯發行。
電影在1990年11月10日於芝加哥首映，同月16日於全美上映，總票房為4.76億美元，為當年全球電影票房的第三名，創下有史以來最高的真人喜劇片票房紀錄，紀錄直到2011年才被醉後大丈夫2打破。該片還獲得許多獎項及提名，並衍生出多部電影。

## 劇情
麥卡利斯特家族正準備前往法國巴黎過耶誕節，出發前一晚，眾人在彼得和凱特於芝加哥郊區的家裡聚會。彼得和凱特最小的兒子凱文被他的哥哥巴斯、傑夫和姊姊梅根、琳妮嘲笑，後來凱文和巴斯吵架，不小心搞砸了晚餐時的歡樂氣氛，凱文被關進閣樓做懲罰，他暗中許願希望所有家人消失。夜裡，狂風颳壞了電線，斷電導致一家人睡過了頭，在他們匆忙趕上飛機後，才發現把凱文獨自忘在家。
凱文醒來後發現屋內空無一人，以為自己願望成真並因此興奮不已，但在他遇到隔壁鄰居馬利後便被嚇壞了，因為附近一直有馬利是連環殺手的傳聞。一對自稱「淹水大盜」的盜賊哈利·萊姆和馬文闖入附近的空屋行竊，並盯上了麥卡利斯特家，凱文便以假人製造人影，使他們誤以為屋內仍有人在。凱特在飛機上發現凱文被落下了，飛抵巴黎後，他們想訂機票趕緊折返，但時逢耶誕，飛機都客滿了。凱特想方設法也回不去，好在一支旅行中的樂團聽聞此事，便讓她搭便車回芝加哥。
哈利和馬文終於發現凱文是獨自在家，耶誕前夕，凱文偷聽到兩人的行竊計畫，他很想念家人，便問一位扮演成耶誕老人的人能不能讓家人回來過節。凱文到教堂看合唱團表演，在那裏遇見鄰居馬利，在得知他的故事後消除了謠言造成的疑慮。馬利表示孫女是合唱團的一員，但自己因為與兒子關係不好，所以不能與孫女見面，只能暗中看著她。凱文建議他應該和兒子和解。
凱文回家後開始設計機關，在屋內各處設下陷阱，當兩名竊賊試圖闖入屋中時，遭到陷阱連環攻擊，苦不堪言。凱文打電話報警後，引誘兩人進入他們先前闖入的鄰居家，但卻被兩人抓住，在千鈞一髮之際，馬利拿雪鏟擊昏賊人，警方到場後將兩人逮捕。
耶誕節當日，凱特終於回到家並與兒子相見，而凱文的爸爸和兄姊也隨後回家。對於獨自在家期間發生的種種，凱文並未多談，之後凱文注意到馬利已和兒子和解，並與孫女團聚。

## 製作
主要的拍攝地點在芝加哥。

## 評價
爛番茄根據61條評論，獲得67%的新鮮度，平均得分5.8／10，觀眾投票獲得80%的分數，平均得分為4／5。在Metacritic上，電影獲得63分。

## 續集
- 《小鬼當家2：紐約迷途記》（Home Alone 2: Lost in New York ）在1992年上映。主要演員原班人馬演出，包括麥考利·克金和兩個演反派的笨賊。故事處景在紐約大都會，講述那位超乎常人的小孩，在聖誕前夕在機場與家人失散，小孩獨自上錯飛機去了紐約。在一幢吉屋用不同的家居陷阱，招待逃獄出來的兩個笨賊。
- 《小鬼當家3》（Home Alone 3）是以上兩套美國電影的臨摹版，1997年上映。所有演員都不是原班人馬。故事講述一位小孩，在大雪天獨自在家，用各式玩具製作陷阱，招待擅自入屋的四個槍手。笑料和橋段模仿以上的兩集。

- 《小鬼當家4》（Home Alone 4: Taking Back the House）在2002年上映。沿用第一、二集中的人物角色，但換上新的演員。是系列中第一部非美國境內取境拍攝的影片。
- 《小鬼當家：假日搶劫》（Home Alone:The Holiday Heist ）在2012年聖誕檔期上映。[4]
- 《小鬼當家：甜蜜之家》（Home Sweet Home Alone）於在2021年11月12日在Disney+上線，此部續集評價普遍不高。

## 外部連結
- 互联网电影数据库（IMDb）上《小鬼當家》的资料（英文）
- TCM电影资料库上《小鬼當家》的资料（英文）
- AllMovie上《小鬼當家》的资料（英文）
- 爛番茄上《小鬼當家》的資料（英文）
- Box Office Mojo上《小鬼當家》的資料（英文）
- Metacritic上《小鬼當家》的資料（英文）
- 開眼電影網上《小鬼當家》的資料（繁體中文）
- 豆瓣电影上《小鬼當家》的資料 （简体中文）
- 时光网上《小鬼當家》的資料（简体中文）